# Trångforsen och Heden
Trångforsen och Heden est un village suédois de la commune de Boden.
Sa population était de 1 831 habitants en 2019. 